# Rincón de Ademuz
Il Rincón de Ademuz (in valenciano: Racó d'Ademús) è una delle 34 comarche della Comunità Valenciana, con una popolazione di 2.505 abitanti in maggioranza di lingua castigliana; suo capoluogo è Ademuz (val. Ademús).
Amministrativamente fa parte della provincia di Valencia, che comprende 17 comarche.
La comarca costituisce una exclave della Comunità Valenciana, essendo fisicamente separata dal resto della comunità autonoma. Viceversa, non costituisce una enclave in quanto confina sia con l'Aragona sia con la Castiglia-La Mancia.

## Comuni

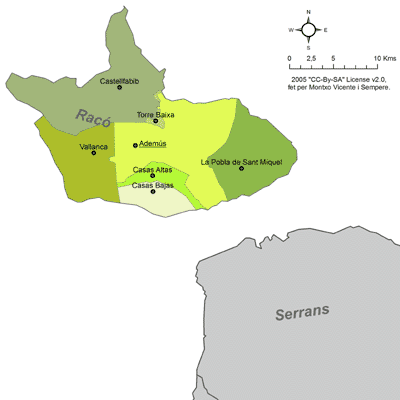
Comuni del Rincón de Ademuz

| Comune               | Abitanti | Superficie | Densità |
| -------------------- | -------- | ---------- | ------- |
| Ademuz               | 1.269    | 100,4      | 12,35   |
| Torrebaja            | 418      | 4,7        | 88,90   |
| Casas Bajas          | 244      | 22,6       | 10,79   |
| Castielfabib         | 244      | 106,3      | 2,29    |
| Casas Altas          | 178      | 15,9       | 11,19   |
| Vallanca             | 172      | 56,6       | 3,03    |
| Puebla de San Miguel | 107      | 63,6       | 1,68    |

## Geografia fisica
Il Rincón de Ademuz è attraversato in parte dai torrenti Ebron e Riodeva che confluiscono nel Turia e una piccola parte della valle del Turia è compresa nel Rincón. Il territorio è collinare e montuoso e raggiunge l'altezza massima con il monte Calderón (1.839 m).